# کلرکن
کلرکن (به لاتین: Klerken) یک منطقهٔ مسکونی در بلژیک است که در اوتولست واقع شده‌است. کلرکن ۷٫۴۴ کیلومتر مربع مساحت و ۱٬۸۳۱ نفر جمعیت دارد.